# マデリン・オブ・ヴァロワ
マデリン・オブ・ヴァロワ（Madeleine of Valois, 1520年8月10日 - 1537年7月7日）は、フランス王フランソワ1世の王女でスコットランド王ジェームズ5世の王妃。フランス名はマドレーヌ・ド・ヴァロワ（Madeleine de Valois）。

## 生涯
フランソワ1世と最初の王妃クロードの三女として生まれる。1537年1月1日にパリのノートルダム大聖堂でジェームズ5世と結婚した。しかし同年7月7日、エディンバラのホリールード宮殿で結核のため16歳で病死した。
ジェームズ5世は翌1538年、フランスの有力貴族ギーズ家出身のメアリー・オブ・ギーズと再婚する。この後妻との間に生まれた女王メアリー・ステュアートの夫となるフランス王フランソワ2世は、マデリンの甥にあたる。